# Рябина смешанная
Ряби́на сме́шанная (лат. Sórbus commíxta) — вид рода Рябина (Sorbus) семейства Розовые (Rosaceae). Встречается в России (на Сахалине), в Японии, а также в Корее на острове Уллындо.

## Ботаническое описание

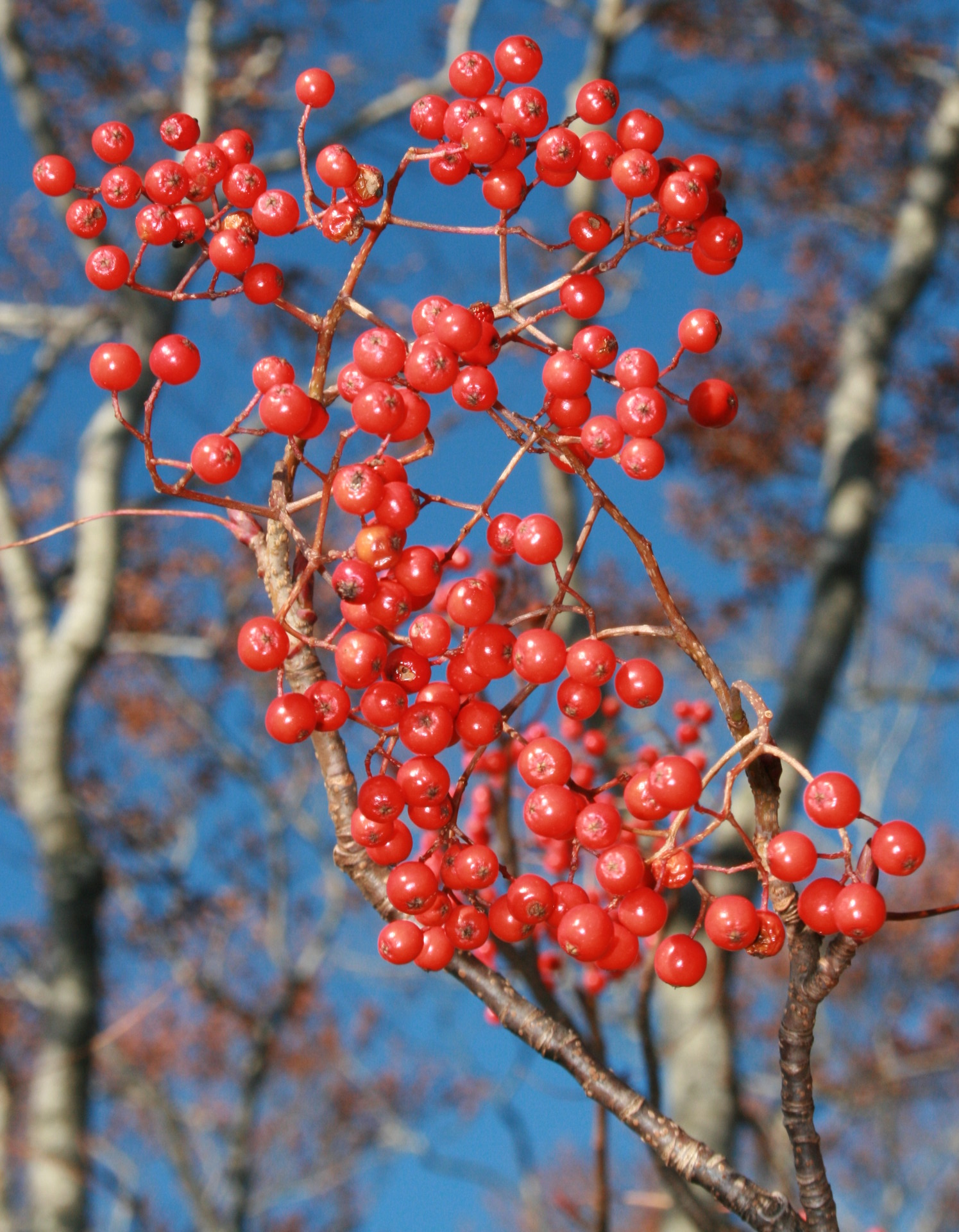
Плоды рябины смешанной

Рябина смешанная — листопадное дерево, от маленьких до средних размеров, растущее до 7—10 м (реже достигает 18 м). Крона округлая и длинная, кора коричнево-серебристо-серого цвета. Листья 20—30 см длины, перистой формы, с 9—13 ланцетными листками, с заострённой вершиной и зубчатыми краями. Листья изменяют цвет на тёмно-фиолетовый или красный осенью. Цветки 6—10 мм в диаметре, с пятью белыми лепестками и 20 желтовато-белыми тычинками, которые образуются в щиток 9—15 см диаметра поздней весной или ранним летом. Плод — ярко-красная ягода 7—8 мм в диаметре, созревает осенью.
Растения с Хоккайдо, Курильских островов и Сахалина иногда определяются как разновидность Sorbus commixta var. sachalinensis, с более большими листками (до 9 см длины).

## Значение и применение
Вне своего естественного ареала рябину смешанную выращивают как декоративное растение в Европе и Северной Америке, с зоной морозостойкости 5—9. Она лучше всего растет на влажной, хорошо дренированной почве и полном солнечном освещении. Наиболее часто выбираемыми сортами являются «Эмбли» (с конусообразным ветвлением) и «Серотина» (с поздним цветением в начале лета).